# اعتزاز أحسن
اعتزاز أحسن (بالأردوية: چودھری اعتزاز احسن)‏، (27 سبتمبر 1945) سياسي ومحامي باكستاني خدم مرتين كرئيس لمجلس الشيوخ الباكستاني من 1994 إلى 1997 ومرة أخرى من 2012 إلى 2015. كما شغل منصب زعيم المعارضة في مجلس الشيوخ. انتخب عضوا في مجلس الشيوخ الباكستاني عن إقليم البنجاب عام 1994، وانتهت ولايته في مارس 2018. 
ولد أحسن في موري، درس في كلية الحقوق في لاهور، وحصل على ماجستير في القانون من كلية داونينج في كامبريدج. أصبح أحسن وزيرا للتخطيط والتنمية في البنجاب عام 1975. بعد انقلاب 5 يوليو 1977 بباكستان أصبح شخصية بارزة في حركة استعادة الديمقراطية. انتُخب أحسن في المجلس الوطني الباكستاني عن دائرة لاهور عام 1988 وشغل منصب وزير الداخلية في باكستان في ظل حكومة بينظير بوتو الأولى وعمل حتى عام 1990.
انتخب أحسن عضوًا في مجلس الشيوخ عام 1994. انضم إلى مجلس الوزراء بعد إعادة انتخاب بينظير، واستمر في العمل كوزير للقانون والعدالة وحقوق الإنسان حتى عام 1997. وشغل منصب زعيم الأقلية في مجلس الشيوخ بين عامي 1996 و1999. ثم انتخب في المجلس الوطني الباكستاني مرة أخرى في عام 2002، واستمر في العمل كرئيس لنقابة محامي المحكمة العليا بين عامي 2007 و2008. ثم انتخب لعضوية مجلس الشيوخ في عام 2012، وفي عام 2015 أصبح زعيم الأقلية.